# Khitan
Khitan (契丹; pinyin: Qìdān) var en etnisk gruppe, som dominerede en stor del af Manchuriet. I kinesisk historie regnes de som en af de østlige proto-mongolske etniske grupper (Donghuzu, 東胡族 dōng hú zú). De oprettede Liao-dynastiet i 907, som blev erobret i 1125 af jurchenernes Jin-dynasti.
Khitanernes forfædre var antagelig Yuwenklanen af xianbeiene, en etnisk gruppe som beboede det område, som i dag er de moderne kinesiske provinser Liaoning og Jilin. Efter at deres styre blev afbrudt af Murongklanen, blev resterne af dem spredt i det, som nu er Indre Mongoliet, og der blandede de sig med den oprindelige mongolske befolkning. De var blevet identificeret som en distinkt etnisk gruppe i nogle hundrede år, eftersom det er påvist, at de betalte tribut til Det nordlige Wei-dynasti i midten af 500-tallet.
Khitan var kendt på arabisk som khata (خطا), og muslimske krøniker beskriver, hvordan de først bekæmpede muslimerne og senere konverterede til islam.
Man finder i dag ikke nogle grupper i det nordøstlige Kina, som med sikkerhed kan siges at nedstamme fra khitanerne. Det skyldes, at de for det meste blev assimileret af jurchenerne. Det er ellers kendt, at en del af adelsklassen fra Liao-dynastiet flygtede vestover fra området og kom til Turkestan, hvor de oprettede det kortlivede Kara-Khitan eller Vest-Liao-dynastiet. Men de blev senere fuldstændig assimileret af de tyrkiske og iranske folkeflertal og efterlod sig ingen mærkbar indflydelse. Eftersom khitanernes sprog foreløbig er på det nærmeste uforståeligt for lingvisterne, finder man ikke detaljer om deres vandringer op gennem tiderne.
Oprindelsen for det russiske ord for Kina, Kitai (Китай), er khitanerne. Portugiserne brugte også en gang ordet Cataio for Kina, og dette (i formen Cathay) er også et gammelt alternativt ord for Kina på engelsk.